# カール・レーヴェ
カール・レーヴェ（Carl Loewe、 1796年11月30日 - 1869年4月20日）は、ドイツ初期ロマン派音楽の作曲家・声楽家・ピアニスト。
全名はヨハン・カール・ゴットフリート・レーヴェ(Johann Carl Gottfried Loewe)

## 概要
バラードと呼ばれる、劇的な内容と比較的長い演奏時間を要する歌曲の作曲を得意としており、そのため後にフーゴー・ヴォルフによって尊敬された。こんにちではさほど有名ではないが、歌曲だけでも400曲、そのほかに器楽曲も残した精力的な作曲家であった。シューベルトとほとんど同時期に、ゲーテの詩による『魔王』を完成させていたことでも知られる。

## 生涯
現在のザクセン＝アンハルト州のレーベユーン(Löbejün)に生まれ、母親から音楽の手ほどきを受ける。ケーテンで聖歌隊員を務めた後、ハレのラテン語学校に通いながら同地でも聖歌隊員を務めた。レーヴェは美声のためにシュタール夫人に注目され、当時ヴェストファーレン王国国王だったジェローム・ボナパルトから恩給を下賜され、ハレ大学で神学を学びながら、さらに音楽教育を受け続けることができた。しかし1813年にジェローム・ボナパルトが逃亡すると、この恩給は打ち切られた。
1820年にシュテティーンに移り、オルガニストや学校の音楽監督を務めた。作曲家として最も活躍を見せたのもこの時期で、1818年に作曲していたゲーテの『魔王 Erlkönig 』によるバラードを1824年に出版した。ゲーテ以外の詩人、たとえばフリードリヒ・リュッケルトや、シェイクスピアとバイロンの翻訳にも曲を付け続けている。歌曲のほかに、オペラやオラトリオ、器楽曲にも取り組んだ。
1821年にユーリエ・フォン・ヤーコプと結婚するが、1823年に先立たれる。洗練された歌手のアウグステ・ランゲと再婚し、しばしばレーヴェによるオラトリオの演奏会で夫婦共演を行い、非常に成功を収めた。
後半生においてレーヴェは作曲家としても声楽家としても有名になり、1840年代と1850年代には声楽家として、イングランドやフランス、スウェーデン、ノルウェーなどで演奏旅行を行った。ようやくドイツに帰国してから、シュテティーンの職務を辞め、キールに移ったが、同地で脳卒中を起こして急逝した。
レーヴェはオペラを5曲書いたが、そのうち『3つの願い』(Die drei Wünsche)のみが1834年にベルリンで上演され、大した成功を収めなかった。17曲のオラトリオは、多くは無伴奏男声合唱のために書かれている（短い器楽の間奏曲が挿入されたものもある）。その他の作品としては、2曲の交響曲、2曲のピアノ協奏曲、合唱のためのバラードやカンタータ、4曲の弦楽四重奏曲、ピアノ三重奏曲、クラリネットとピアノのための小品、ピアノ曲集などがある。
しかしながら、こんにちレーヴェの名が記憶され、完成の域に達したと認められている分野は、ピアノ伴奏つき独唱用のバラードである。詩の抑揚に沿った語るような旋律形成、劇的な調子と抒情的な調子の巧みな混合は、間違いなくヨハン・ルドルフ・ツムシュテークを模範にしているが、同世代や後進によって真似された。『魔王』のほかに、『アーチボルド・ダグラス』(Archibald Douglas)、『鳥刺しハインリヒ』(Heinrich der Vogler)などがとりわけ優れており、レーヴェの代表的歌曲としても知られている。
レーヴェはピアニストとしても活動し、歌曲の自作自演のほかに、メンデルスゾーンの2台のピアノのための協奏曲 変イ長調（1827年）の初演の際にピアノ独奏を作曲者と共に担当している。